# Campionat de Polònia de trial
El Campionat de Polònia de trial, regulat per la federació polonesa de motociclisme, PZM (Polski Związek Motorowy), és la màxima competició de trial que es disputa a Polònia.

## Llista de guanyadors
A 10 de desembre de 2024
| Temporada | Campió                    | Motocicleta |
| --------- | ------------------------- | ----------- |
| 1967      | Remigiusz Szczerbakiewicz | WSK         |
| 1968      | Remigiusz Szczerbakiewicz | WSK         |
| 1969      | Remigiusz Szczerbakiewicz | WSK         |
| 1970      | Remigiusz Szczerbakiewicz | WSK         |
| 1971      | Remigiusz Szczerbakiewicz | WSK         |
| 1972      | Zdzislaw Chiebda          | WSK         |
| 1973      | Zdzislaw Chiebda          | WSK         |
| 1974      | Zdzislaw Chiebda          | WSK         |
| 1975      | Robert Blachut            | Bultaco     |
| 1976      | Robert Blachut            | Bultaco     |
| 1977      | Robert Blachut            | Bultaco     |
| 1978      | Robert Blachut            | Bultaco     |
| 1979      | Robert Blachut            | Bultaco     |
| 1980      | Adam Kowalczyk            | Bultaco     |
| 1981      | Robert Blachut            | Bultaco     |
| 1982      | Zbigniew Jedynak          | Bultaco     |
| 1983      | Zbigniew Jedynak          | Bultaco     |
| 1984      | Boguslav Sieka            | Bultaco     |
| 1985      | Boguslav Sieka            | Yamaha      |
| 1986      | Boguslav Sieka            | Yamaha      |
| 1987      | Boguslav Sieka            | Yamaha      |
| 1988      | Wojciech Doroba           | Yamaha      |
| 1989      | Wojciech Doroba           | Fantic      |
| 1990      | Wojciech Doroba           | Fantic      |
| 1991      | Wojciech Doroba           | Fantic      |
| 1992      | Wojciech Doroba           | Fantic      |
| 1993      | Jacek Olech               | Beta        |
| 1994      | Pavel Balas               | Fantic      |
| 1995      | Jozef Topor Madry         | Beta        |
| 1996      | Jozef Topor Madry         | Beta        |
| 1997      | Jozef Topor Madry         | Gas Gas     |
| 1998      | Jozef Topor Madry         | Gas Gas     |
| 1999      | Tadeusz Blazusiak         | Sherco      |
| 2000      | Tadeusz Blazusiak         | Gas Gas     |
| 2001      | Tadeusz Blazusiak         | Gas Gas     |
| 2002      | Tadeusz Blazusiak         | Gas Gas     |
| 2003      | Tadeusz Blazusiak         | Gas Gas     |
| 2004      | Rafal Luberda             | Gas Gas     |
| 2005      | Tadeusz Blazusiak         | Gas Gas     |
| 2006      | Tadeusz Blazusiak         | Scorpa      |
| 2007      | Tadeusz Blazusiak         | Beta        |
| 2008      | Przemyslaw Kaczmarczyk    | Sherco      |
| 2009      | Jozef Topor Madry         | Sherco      |
| 2010      | Gabriel Marcinow          | Gas Gas     |
| 2011      | Jiri Svoboda              | Beta        |
| 2012      | Gabriel Marcinow          | Gas Gas     |
| 2013      | Jiri Svoboda              | Beta        |
| 2014      | Gabriel Marcinow          | Gas Gas     |
| 2015      | Gabriel Marcinow          | Gas Gas     |
| 2016      | Gabriel Marcinow          | TRRS        |
| 2017      | Gabriel Marcinow          | ?           |
| 2018      | Michał Łukaszczyk         | ?           |
| 2019      | Gabriel Marcinow          | ?           |
| 2020      | Gabriel Marcinow          | ?           |
| 2021      | Gabriel Marcinow          | ?           |
| 2022      | Paweł Ryncarz             | Gas Gas     |
| 2023      | Milosz Zyznowski          | Gas Gas     |
| 2022      | Paweł Ryncarz             | TRRS        |

## Estadístiques

### Campions amb més de 3 títols
A 10 de desembre de 2024
| Pilot                     | Títols |
| ------------------------- | ------ |
| Gabriel Marcinow          | 9      |
| Tadeusz Blazusiak         | 8      |
| Robert Blachut            | 6      |
| Wojciech Doroba           | 5      |
| Jozef Topor Madry         | 5      |
| Remigiusz Szczerbakiewicz | 5      |
| Boguslav Sieka            | 4      |